# 1868 في كندا
فيما يلي قوائم الأحداث التي وقعت خلال عام 1868 في كندا.

## سياسة

### انتهاء فترة المنصب
- 1 يناير – جون جونسون عضو مجلس العموم الكندي.
- 22 أكتوبر – حيرام بلانشارد عضو مجلس نواب نوفا سكوشا ‏.

## مواليد

### يناير
- 1 يناير – ألان سوليفان محامي كندي.[1]
- 1 يناير – جيمس دوغلاس جونيور رجل أعمال كندي.[2]
- 1 يناير – فرد هيغينبوثمان

### مارس
- 13 مارس – بيت غرين مدرب هوكي جليد كندي.
- 14 مارس – إيملي ميرفي[3]
- 16 مارس – روبرت أوستين شيرر سياسي كندي.
- 17 مارس – جورج نيكلسون سياسي كندي.[4]
- 23 مارس – تشارلز ألان سمارت سياسي كندي.[5]
- 26 مارس – فرد ديفيس سياسي كندي.[6]
- 29 مارس – تشارلز أوبري إيتون سياسي أمريكي.[7]

### أبريل
- 19 أبريل – ويليام هنري شارب سياسي كندي.[8]

### يوليو
- 2 يوليو – بيل هايوارد
- 2 يوليو – جيمس ك. براون سياسي كندي.
- 11 يوليو – توماس إي. ويلسون رائد أعمال أمريكي.

### أغسطس
- 11 أغسطس – دان أوكونور لاعب كرة قاعدة من الولايات المتحدة الأمريكية.
- 26 أغسطس – تشارلز ستيوارت سياسي كندي.[9]
- 27 أغسطس – ويليام كوستيلو كينيدي سياسي كندي.[10]

### سبتمبر
- 28 سبتمبر – هربرت الكسندر بروس سياسي كندي.[11]

### أكتوبر
- 1 أكتوبر – جوزيف راسيل سياسي كندي.

### نوفمبر
- 9 نوفمبر – ماري دريسلر[12]
- 20 نوفمبر – توماس ستيفن كولين طبيب توليد ونساء كندي.[13]
- 27 نوفمبر – فرانسوا-زافير برونيه كهنوت كندي.

### ديسمبر
- 6 ديسمبر – جوزيف تشارلز والش سياسي كندي.[14]
- 6 ديسمبر – هنري جون كودي سياسي كندي.[15]
- 11 ديسمبر – ويليام باركس
- 14 ديسمبر – توماس ريني سياسي كندي.

## وفيات

### يناير
- 25 يناير – الكسندر روبرتس دان (مواليد 1833) عسكري كندي.[16]